# Madapura, Ramanagara
Madapura là một làng thuộc tehsil Ramanagara, huyện Ramanagara, bang Karnataka, Ấn Độ.